# Tyrus Wong
Pour les articles homonymes, voir Wong.
Tyrus Wong (chinois traditionnel : 黃齊耀), né le 25 octobre 1910 à Taishan (Guangdong, Chine) et mort le 30 décembre 2016 à Los Angeles, est un peintre, illustrateur, céramiste, lithographe, designer et artiste américain d'origine chinoise.
En tant que chef décorateur de films, Wong a travaillé pour Disney et Warner Bros. Le travail le plus connu de Wong est celui pour le classique animé Disney, Bambi (1942).

## Biographie

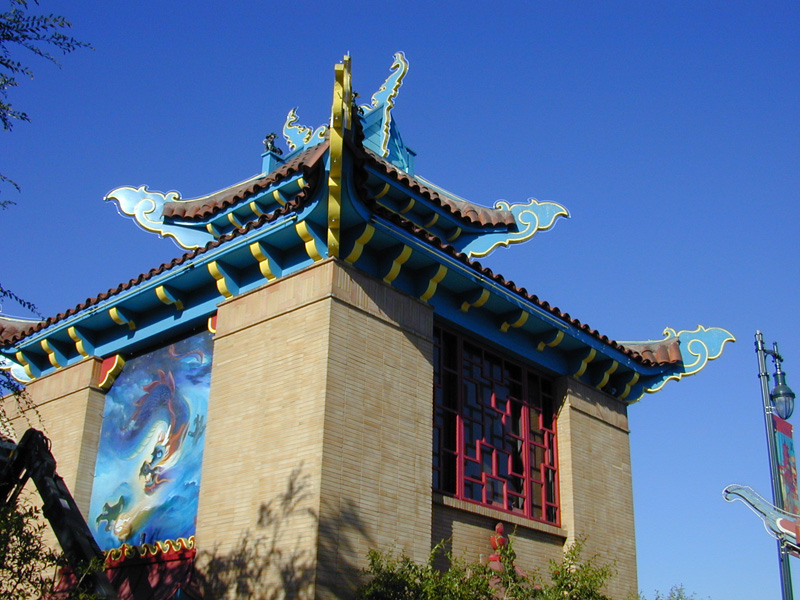
Fresque réalisée par Tyrus Wong dans le Chinatown de Los Angeles.

Tyrus Wong est né à Taishan (Guangdong) en Chine. Il a émigré avec son père aux États-Unis en 1920, perdant contact avec sa mère et sa sœur. Après avoir étudié à la Benjamin Franklin Junior High de Pasadena, il tente à la suite d'un stage d'été à l'Otis College of Art and Design d'y faire ses études. Mais comme sa famille est pauvre, il est obligé d'y travailler comme concierge.
Après cela, il commence une carrière d'illustrateur au sein des studios Warner Bros, réalisant des cartes de visite. De 1938 à 1941, il travaille pour les studios Disney, où il réalise une centaine d'épisodes des aventures de Mickey Mouse et travaille notamment sur les décors du film Bambi (1942) mais, en raison de la grève des studios Disney, il démissionne.
Il reprend sa carrière d'illustrateur chez Warner jusqu'en 1968, et plus généralement d'artiste, réalisant des cartes de Noël, des fresques, des céramiques, etc.
En 2001, il est nommé « Disney Legends ».
Il meurt le 30 décembre 2016 à l'âge de 106 ans,.

## Vie privée
Tyrus Wong s'est marié avec Ruth Ng Kim (伍梅珍), une Chinoise américaine de seconde génération d'une famille de paysans à Bakersfield (Californie). Ruth a travaillé en tant qu'avocate mais est devenue femme au foyer après la naissance de leurs enfants.
Le couple a trois filles, Kay (née en 1938), Tai-ling (née en 1941) et Kim (née en 1946) et deux petits-fils. Ruth Ng Kim est morte le 22 janvier 1995.
Après s'être retiré en 1968, Tyrus Wong continue sa création de cerfs-volants colorés (souvent des animaux comme des pandas, des poissons rouges ou des centipèdes). Il passa ses samedis à les faire voler depuis la jetée de Santa Monica.